# Élections municipales koweïtiennes de 2022
Les élections municipales koweïtiennes de 2022 se déroulent le 21 mai 2022 afin de renouveler pour quatre ans les membres des conseils municipaux du Koweït. Un total de 438 283 électeurs peuvent participer au scrutin,.